# Kálmán Ihász
Kálmán Ihász (ur. 6 marca 1941 w Budapeszcie, zm. 31 stycznia 2019 tamże) – węgierski piłkarz grający na pozycji obrońcy. Brązowy medalista ME 64 oraz mistrz olimpijski z Tokio.
Profesjonalnie grał tylko w budapeszteńskim Vasasie (1958–1973), wcześniej był zawodnikiem młodzieżowych zespołów tego klubu. Z Vasasem był czterokrotnie mistrzem kraju (1961, 1962, 1965, 1966). W reprezentacji Węgier debiutował w 1962, ostatni raz zagrał w 1969. Łącznie rozegrał 27 oficjalnych spotkań. Znajdował się w kadrze na dwa turnieje finałowe mistrzostw świata: MŚ 62 i MŚ 66. W 1964 z olimpijską reprezentacją Węgier triumfował w igrzyskach.